# 데이비드 초카치
데이비드 초카치(David Chokachi, 1978년 6월 2일 ~ )는 미국의 배우이다.